# Xương rồng chiên

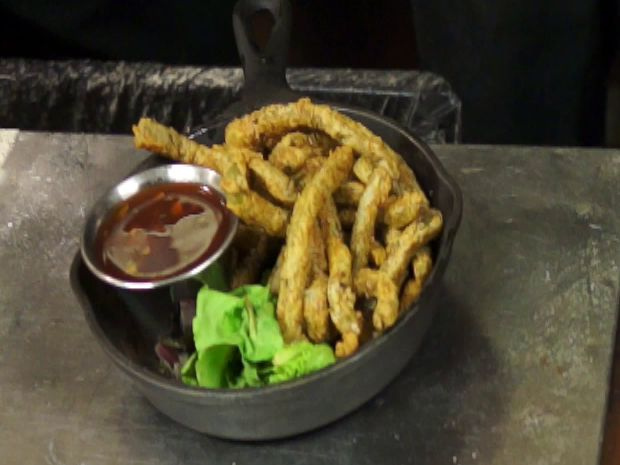
Xương rồng chiên ăn kèm sốt xương rồng lê gai

Xương rồng chiên là một món phụ có nguồn gốc ở Tây Nam Hoa Kỳ, được chiên từ cây xương rồng lê gai (Opuntia) hoặc cây lưỡi rồng (nopal) sau khi tẩm bột và chiên giòn.

## Lịch sử
Xương rồng chiên là một món ăn có nguyên liệu truyền thống của Mexico được Hoa Kỳ biến tấu lại. Món ăn gắn liền với ẩm thực của vùng Tây Nam Hoa Kỳ, đặc biệt là ở Texas và New Mexico.

## Chế biến
Xương rồng chiên được chế biến từ lưỡi rồng là các bản lá của xương rồng lê gai. Trước khi chế biến cần loại bỏ gai xương rồng và "mắt" bằng cách chà và rửa sạch, cắt ra hoặc là đốt các vùng đó. Lưỡi rồng mua tại cửa hàng thường đã loại bỏ hầu hết gai xương rồng trước khi bán. Tiếp theo, các đoạn được cắt lát và phủ lưỡi rồng bằng bột ngô và bột lòng trắng trứng đã tẩm bột nhão achiote, sau đó chiên ngập dầu. Cách chế biến khác là phủ vụn bánh mỳ hoặc vụn bánh quy giòn lên lưỡi rồng.
Xương rồng được phủ một lớp dịch nhầy (mucilage) cho nên khi nấu chín thì trông khá nhầy nhụa. Nhờ có đặc tính này, bột dính vào cây xương rồng dễ dàng hơn. Tuy nhiên kết cấu của thực phẩm có thể khiến một số người khó chịu. Một số công thức nấu ăn cho rằng cần ướp hoặc luộc các bản lá xương rồng trước khi tẩm bột.
Xương rồng chiên có lớp ngoài giòn và bên trong mềm, được so sánh tựa như món đậu bắp chiên và hành tây chiên giòn. Bản thân hương vị của xương rồng đã được so sánh tựa như măng tây hoặc ớt chuông. Món ăn thường đi kèm nước chấm chẳng hạn như salsa, sốt ranch, hoặc sốt cà chua cay.